# Radiant Records
La Radiant Records è un'etichetta discografica statunitense fondata nel 1998 dal cantautore e polistrumentista Neal Morse. È stata principalmente un'etichetta privata, dedita a edizioni proprie e degli Spock's Beard.

## Artisti
- Flying Colors
- Spock's Beard
- Yellow Matter Custard
- The Flower Kings
- Transatlantic
- NMB